# Sinocyclocheilus
Sinocyclocheilus is een geslacht van straalvinnige vissen uit de familie van karpers (Cyprinidae).

## Soorten
- Sinocyclocheilus altishoulderus (Li & Lan, 1992)
- Sinocyclocheilus anatirostris Lin & Luo, 1986
- Sinocyclocheilus angularis Zheng & Wang, 1990
- Sinocyclocheilus angustiporus Zheng & Xie, 1985
- Sinocyclocheilus anophthalmus Chen, Chu, Luo & Wu, 1988
- Sinocyclocheilus aquihornes Li & Yang, 2007
- Sinocyclocheilus biangularis Wang, 1996
- Sinocyclocheilus bicornutus Wang & Liao, 1997
- Sinocyclocheilus brevibarbatus Zhao, Lan & Zhang, 2009
- Sinocyclocheilus brevis Lan & Chen, 1992
- Sinocyclocheilus broadihornes Li & Mao, 2007
- Sinocyclocheilus cyphotergous (Dai, 1988)
- Sinocyclocheilus donglanensis Zhao, Watanabe & Zhang, 2006
- Sinocyclocheilus dongtangensis Zhou, Liu & Wang, 2011
- Sinocyclocheilus flexuosdorsalis Zhu & Zhu, 2012
- Sinocyclocheilus furcodorsalis Chen, Yang & Lan, 1997
- Sinocyclocheilus grahami (Regan, 1904)
- Sinocyclocheilus guilinensis Zhao, Zhang & Zhou, 2009
- Sinocyclocheilus guishanensis Li, 2003
- Sinocyclocheilus huaningensis Li, 1998
- Sinocyclocheilus huanjiangensis Wu, Gan & Li, 2010
- Sinocyclocheilus huangtianensis Zhu, Zhu & Lan, 2011
- Sinocyclocheilus hugeibarbus Li & Ran, 2003
- Sinocyclocheilus hyalinus Chen & Yang, 1993
- Sinocyclocheilus jii Zhang & Dai, 1992
- Sinocyclocheilus jiuxuensis Li & Lan, 2003
- Sinocyclocheilus lateristriatus Li, 1992
- Sinocyclocheilus liboensis Li, Chen & Ran, 2004
- Sinocyclocheilus lingyunensis Li, Xiao & Luo, 2000
- Sinocyclocheilus longibarbatus Wang & Chen, 1989
- Sinocyclocheilus longifinus Li, 1996
- Sinocyclocheilus luopingensis Li & Tao, 2002
- Sinocyclocheilus macrocephalus Li, 1985
- Sinocyclocheilus macrolepis Wang & Chen, 1989
- Sinocyclocheilus macrophthalmus Zhang & Zhao, 2001
- Sinocyclocheilus macroscalus Shen et al., 2000
- Sinocyclocheilus maculatus Li, 2000
- Sinocyclocheilus maitianheensis Li, 1992
- Sinocyclocheilus malacopterus Chu & Cui, 1985
- Sinocyclocheilus mashanensis Wu, Liao & Li, 2010
- Sinocyclocheilus microphthalmus Li, 1989
- Sinocyclocheilus multipunctatus (Pellegrin, 1931)
- Sinocyclocheilus oxycephalus Li, 1985
- Sinocyclocheilus purpureus Li, 1985
- Sinocyclocheilus qiubeiensis Li, 2002
- Sinocyclocheilus qujingensis Li, Mao & Lu, 2002
- Sinocyclocheilus rhinocerous Li & Tao, 1994
- Sinocyclocheilus robustus Chen & Zhao, 1988
- Sinocyclocheilus tianlinensis Zhou, Zhang & He, 2004
- Sinocyclocheilus tileihornes Moa, Lu, Li, Ma & Huang, 2003
- Sinocyclocheilus tingi Fang, 1936
- Sinocyclocheilus wumengshanensis Li, Mao & Lu, 2003
- Sinocyclocheilus xunlensis Lan, Zhao & Zhang, 2004
- Sinocyclocheilus yangzongensis Tsü & Chen, 1977
- Sinocyclocheilus yaolanensis Zhou, Li & Hou, 2009
- Sinocyclocheilus yimenensis Li & Xiao, 2005
- Sinocyclocheilus yishanensis Li & Lan, 1992